# UEFA Women's Cup 2001/02
De UEFA Women's Cup 2001-02 was de eerste editie van de UEFA Women's Cup. Het toernooi werd gewonnen door 1. FFC Frankfurt door in de finale Umeå IK met 2-0 te verslaan.

## Kwalificatie
| club #1           | 1e w | 2e w | club #2              |
| ----------------- | ---- | ---- | -------------------- |
| FC Codru Chişinău | 9-0  | 9-0  | ND Ilirija Ljubljana |

## Groepsfase
|   | club                | w - g - v | punten | doelsaldo |
| - | ------------------- | --------- | ------ | --------- |
| 1 | Trondheims-Ørn SK   | 3 - 0 - 0 | 9      | 23-1      |
| 2 | FC Bobruichanka     | 2 - 0 - 1 | 6      | 8-8       |
| 3 | KSC Eendracht Aalst | 1 - 0 - 2 | 3      | 5-15      |
| 4 | KR Reykjavik        | 0 - 0 - 3 | 0      | 4-16      |

| datum       | thuisclub           | uitslag | uitclub             |
| ----------- | ------------------- | ------- | ------------------- |
| 1e speeldag | Trondheims-Ørn SK   | 9-0     | KR Reykjavik        |
| 1e speeldag | FC Bobruichanka     | 4-1     | KSC Eendracht Aalst |
| 2e speeldag | Trondheims-Ørn SK   | 6-1     | FC Bobruichanka     |
| 2e speeldag | KR Reykjavik        | 3-4     | KSC Eendracht Aalst |
| 3e speeldag | KSC Eendracht Aalst | 0-8     | Trondheims-Ørn SK   |
| 3e speeldag | KR Reykjavik        | 1-3     | FC Bobruichanka     |

|   | club         | w - g - v | punten | doelsaldo |
| - | ------------ | --------- | ------ | --------- |
| 1 | Ryazan TNK   | 3 - 0 - 0 | 9      | 28-0      |
| 2 | vv Ter Leede | 2 - 0 - 1 | 6      | 9-4       |
| 3 | AO Kavala    | 1 - 0 - 2 | 3      | 2-20      |
| 4 | SKF Zilina   | 0 - 0 - 3 | 0      | 1-16      |

| datum       | thuisclub    | uitslag | uitclub      |
| ----------- | ------------ | ------- | ------------ |
| 1e speeldag | Ryazan TNK   | 4-0     | vv Ter Leede |
| 1e speeldag | AO Kavála    | 2-1     | SKF Zilina   |
| 2e speeldag | Ryazan TNK   | 11-0    | AO Kavála    |
| 2e speeldag | vv Ter Leede | 1-0     | SKF Zilina   |
| 3e speeldag | SKF Zilina   | 0-13    | Ryazan TNK   |
| 3e speeldag | vv Ter Leede | 8-0     | AO Kavála    |

|   | club                  | w - g - v | punten | doelsaldo |
| - | --------------------- | --------- | ------ | --------- |
| 1 | Umeå IK               | 3 - 0 - 0 | 9      | 10-0      |
| 2 | AC Sparta Praag       | 2 - 0 - 1 | 6      | 8-1       |
| 3 | 1.FC Femina Boedapest | 1 - 0 - 2 | 3      | 4-7       |
| 4 | LFC Varna             | 0 - 0 - 3 | 0      | 0-14      |

| datum       | thuisclub             | uitslag | uitclub               |
| ----------- | --------------------- | ------- | --------------------- |
| 1e speeldag | LFC Varna             | 1-0     | 1.FC Femina Boedapest |
| 1e speeldag | Umeå IK               | 1-0     | AC Sparta Praag       |
| 2e speeldag | AC Sparta Praag       | 1-0     | 1.FC Femina Boedapest |
| 2e speeldag | Umeå IK               | 3-0     | LFC Varna             |
| 3e speeldag | 1.FC Femina Boedapest | 0-6     | Umeå IK               |
| 3e speeldag | AC Sparta Praag       | 7-0     | LFC Varna             |

|   | club                | w - g - v | punten | doelsaldo |
| - | ------------------- | --------- | ------ | --------- |
| 1 | 1. FFC Frankfurt    | 3 - 0 - 0 | 9      | 24-0      |
| 2 | Levante UD          | 2 - 0 - 1 | 6      | 20-2      |
| 3 | FC Codru Chişinău   | 1 - 0 - 2 | 3      | 10-8      |
| 4 | College Sports Club | 0 - 0 - 3 | 0      | 0-44      |

| datum       | thuisclub           | uitslag | uitclub             |
| ----------- | ------------------- | ------- | ------------------- |
| 1e speeldag | 1. FFC Frankfurt    | 1-0     | Levante UD          |
| 1e speeldag | FC Codru Chişinău   | 9-0     | College Sports Club |
| 2e speeldag | 1. FFC Frankfurt    | 5-0     | FC Codru Chişinău   |
| 2e speeldag | Levante UD          | 17-0    | College Sports Club |
| 3e speeldag | College Sports Club | 0-18    | 1. FFC Frankfurt    |
| 3e speeldag | Levante UD          | 3-1     | FC Codru Chişinău   |

|   | club               | w - g - v | punten | doelsaldo |
| - | ------------------ | --------- | ------ | --------- |
| 1 | HJK Helsinki       | 3 - 0 - 0 | 9      | 14-1      |
| 2 | Torres Terra Sarda | 2 - 0 - 1 | 6      | 10-2      |
| 3 | KÍ Klaksvík        | 1 - 0 - 2 | 3      | 2-9       |
| 4 | USC Landhaus Wien  | 0 - 0 - 3 | 0      | 1-15      |

| datum       | thuisclub          | uitslag | uitclub            |
| ----------- | ------------------ | ------- | ------------------ |
| 1e speeldag | Torres Terra Sarda | 1-2     | HJK Helsinki       |
| 1e speeldag | USC Landhaus Wien  | 1-2     | KÍ Klaksvík        |
| 2e speeldag | Torres Terra Sarda | 5-0     | USC Landhaus Wien  |
| 2e speeldag | HJK Helsinki       | 4-0     | KÍ Klaksvík        |
| 3e speeldag | KÍ Klaksvík        | 0-4     | Torres Terra Sarda |
| 3e speeldag | HJK Helsinki       | 8-0     | USC Landhaus Wien  |

|   | club                  | w - g - v | punten | doelsaldo |
| - | --------------------- | --------- | ------ | --------- |
| 1 | Odense BK             | 3 - 0 - 0 | 9      | 19-1      |
| 2 | ZFK Niš               | 2 - 0 - 1 | 6      | 19-4      |
| 3 | Gatões FC             | 1 - 0 - 2 | 3      | 9-10      |
| 4 | FC Progrès Niedercorn | 0 - 0 - 3 | 0      | 0-32      |

| datum       | thuisclub             | uitslag | uitclub               |
| ----------- | --------------------- | ------- | --------------------- |
| 1e speeldag | Odense BK             | 3-0     | Gatões FC             |
| 1e speeldag | FC Progrès Niedercorn | 0-11    | ZFK Niš               |
| 2e speeldag | Odense BK             | 13-0    | FC Progrès Niedercorn |
| 2e speeldag | Gatões FC             | 1-7     | ZFK Niš               |
| 3e speeldag | ZFK Niš               | 1-3     | Odense BK             |
| 3e speeldag | Gatões FC             | 8-0     | FC Progrès Niedercorn |

|   | club                     | w - g - v | punten | doelsaldo |
| - | ------------------------ | --------- | ------ | --------- |
| 1 | Toulouse FC              | 2 - 1 - 0 | 7      | 9-2       |
| 2 | Legend-Cheksil Chernigov | 1 - 1 - 1 | 4      | 4-4       |
| 3 | Ayr United               | 0 - 3 - 0 | 3      | 6-6       |
| 4 | NK Osijek                | 0 - 1 - 2 | 1      | 5-12      |

| datum       | thuisclub                | uitslag | uitclub                  |
| ----------- | ------------------------ | ------- | ------------------------ |
| 1e speeldag | Toulouse FC              | 1-0     | Legend-Cheksil Chernigov |
| 1e speeldag | NK Osijek                | 3-3     | Ayr United               |
| 2e speeldag | Toulouse FC              | 6-0     | NK Osijek                |
| 2e speeldag | Legend-Cheksil Chernigov | 1-1     | Ayr United               |
| 3e speeldag | Ayr United               | 2-2     | Toulouse FC              |
| 3e speeldag | Legend-Cheksil Chernigov | 3-2     | NK Osijek                |

|   | club               | w - g - v | punten | doelsaldo |
| - | ------------------ | --------- | ------ | --------- |
| 1 | Arsenal LFC        | 3 - 0 - 0 | 9      | 13-1      |
| 2 | FC Bern            | 2 - 0 - 1 | 6      | 10-5      |
| 3 | KS AZS Wroclaw     | 1 - 0 - 2 | 3      | 9-5       |
| 4 | Hapoel Tel Aviv FC | 0 - 0 - 3 | 0      | 0-21      |

| datum       | thuisclub       | uitslag | uitclub         |
| ----------- | --------------- | ------- | --------------- |
| 1e speeldag | Arsenal LFC     | 4-0     | FC Bern         |
| 1e speeldag | Hapoel Tel Aviv | 0-7     | KS AZS Wroclaw  |
| 2e speeldag | Arsenal LFC     | 7-0     | Hapoel Tel Aviv |
| 2e speeldag | FC Bern         | 3-1     | KS AZS Wroclaw  |
| 3e speeldag | KS AZS Wroclaw  | 1-2     | Arsenal LFC     |
| 3e speeldag | FC Bern         | 7-0     | Hapoel Tel Aviv |

## Knock-outfase

### Kwartfinale
| club nr. 1        | 1e w | 2e w   | club nr. 2       |
| ----------------- | ---- | ------ | ---------------- |
| Odense BK         | 0-3  | 1-2    | 1. FFC Frankfurt |
| Umeå IK           | 4-1  | 3-1    | Ryazan TNK       |
| Arsenal LFC       | 1-1  | 1-2 nv | Toulouse FC      |
| Trondheims-Ørn SK | 2-1  | 0-2    | HJK Helsinki     |

### Halve finale
| club nr. 1  | 1e w | 2e w | club nr. 2       |
| ----------- | ---- | ---- | ---------------- |
| Toulouse FC | 1-2  | 0-0  | 1. FFC Frankfurt |
| Umeå IK     | 2-1  | 1-0  | HJK Helsinki     |

### Finale
De wedstrijd werd gespeeld op 23 mei 2002 in het Waldstadion te Frankfurt am Main
| club nr. 1       | uitslag | club nr. 2 |
| ---------------- | ------- | ---------- |
| 1. FFC Frankfurt | 2-0     | Umeå IK    |